# Orthostixis opisodisticha
Orthostixis opisodisticha là một loài bướm đêm trong họ Geometridae.